# Aonides diverapoda
Aonides diverapoda är en ringmaskart som beskrevs av Hoagland 1920. Aonides diverapoda ingår i släktet Aonides och familjen Spionidae. Inga underarter finns listade i Catalogue of Life.